# Ар'єж
Ар'є́ж (фр. Ariège фр. вимова: [aʁjɛʒ] ( прослухати); окс. Arièja [aɾiˈɛdʒɔ]) — департамент на півдні Франції, один із департаментів регіону Окситанія. Порядковий номер 9.
Адміністративний центр — Фуа. Населення 137,2 тис. осіб (96-е місце серед департаментів, дані 1999 р.).

## Географія
Площа території 4890 км². Департамент на півдні граничить з Іспанією і Андоррою. Рельєф визначається розташуванням департаменту в гірській системі Піренеїв. Департамент об'єднує три округи, 22 кантони і 332 комуни.

## Історія
Ар'єж — один із перших 83 департаментів, утворених під час Великої французької революції в березні 1790 р. Виник на території колишніх графств Фуа і Кузран. Назва походить від однойменної річки.